# Jüdischer Friedhof (Bologna)

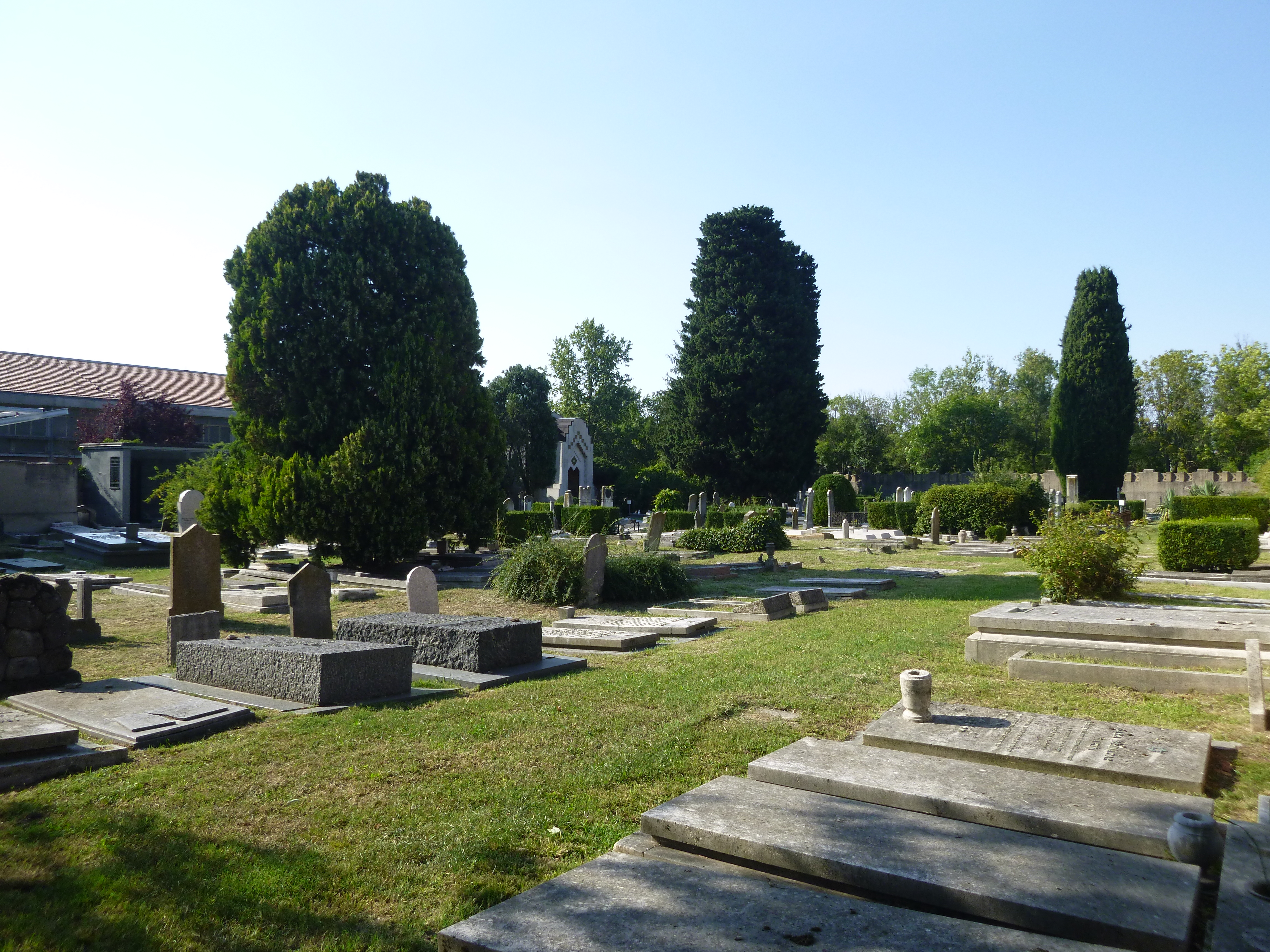
Eingangsbereich

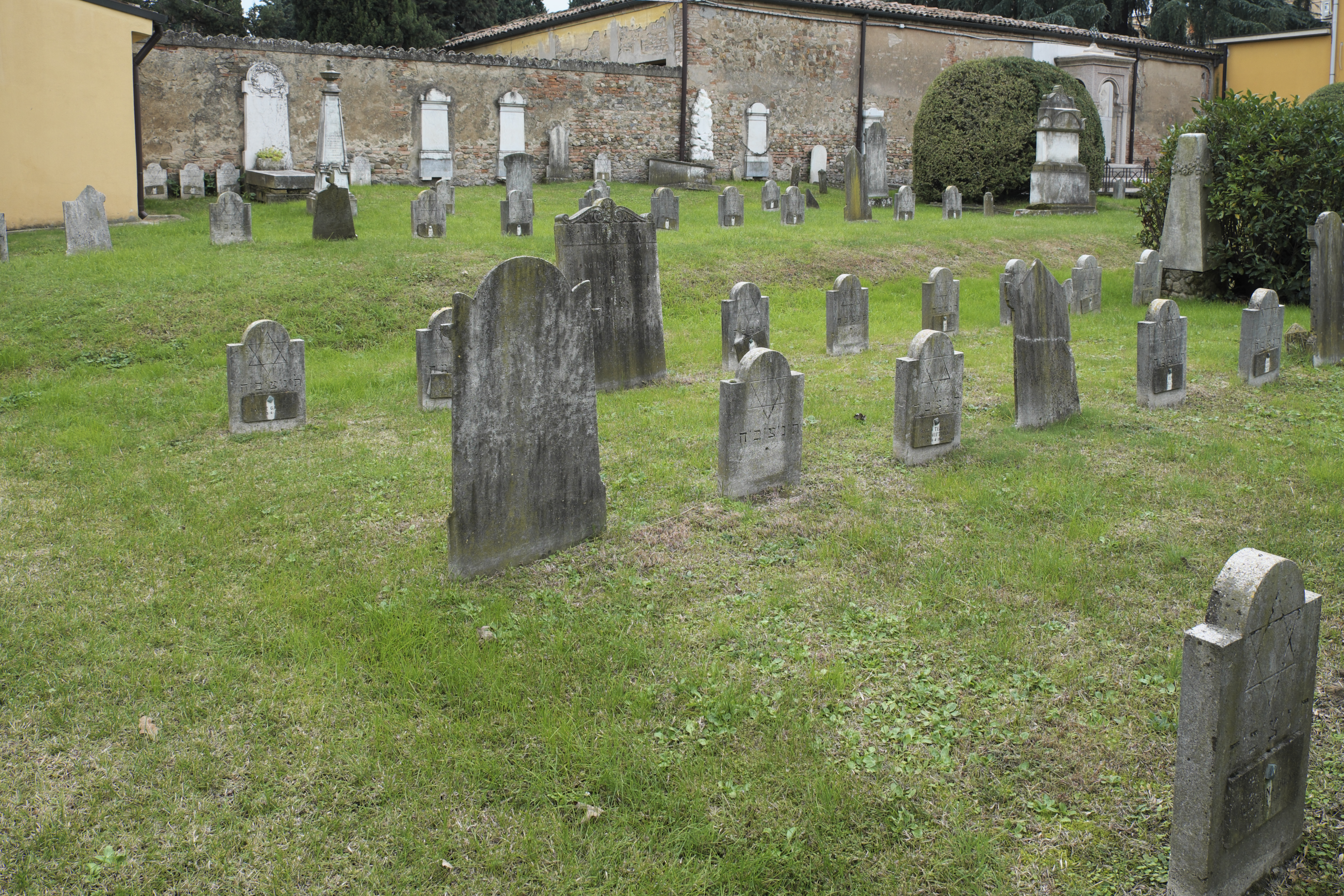
Gräberfeld

Der Jüdische Friedhof in Bologna, der Hauptstadt der italienischen Region Emilia-Romagna, wurde in der zweiten Hälfte des 18. Jahrhunderts angelegt. Der jüdische Friedhof in der Via della Certosa ist ein Teil des Cimitero Monumentale della Certosa di Bologna. An einer Ecke des Friedhofs steht ein kleines Taharahaus.